# Якір Ірина Петрівна
Ірина Петрівна Якір (7 травня 1948, Головинщино, Пензенська область — 2 травня 1999, Єрусалим, Ізраїль ) — радянська дисидентка, громадська діячка, учасниця правозахисного руху 1960-1970-х років, укладачка бюлетеня Хроніка поточних подій. Адресат ліричних віршів Юлія Кіма.

## Життєпис
Народилася 1948 року в селі Головинщино (нині — у Каменському районі Пензенської області) у сім'ї політичних ув'язнених. Батьки — Петро Йонович Якір та Валентина Іванівна Савенкова — познайомилися у воркутинському таборі, де обидва перебували за обвинуваченням за 58-ю статтею Кримінального кодексу РРФСР як «вороги народу». Після звільнення з табору Валентина Савенкова поїхала до родичів у Пензенську область, після народження дочки переїхала до Мурманська до рідних, в 1949 році знову була заарештована і відправлена на поселення в Центральний Сибір. Ранні роки Ірина провела в Мурманську в прабабусі та прадіда  .
Батько Ірини звільнився в 1952 році, розшукав дружину в засланні, в номерному селищі для засланців без назви на околицях села Шадріне Єнісейського району Красноярського краю. Незабаром сім'я об'єдналася — прадід із правнучкою перебрався до Сибіру. У 1956 році, з настанням хрущовської відлиги, сім'я оселилася в Подольську, де Ірина пішла до школи. У 1957 році, після реабілітації імені розстріляного діда Ірини, командарма Йона Якіра, на Пленумі ЦК КПРС, сім'я переїхала до Москви .
У 1963 році Ірина познайомилася з поетом і бардом Юлієм Кімом, незабаром вони почали зустручатися. У середині 1960-х років Кім на півроку виїхав на Далекий Схід, там поетом було написано багато звернених до Ірини Якір ліричних віршів .
У 1966 році, закінчивши школу, Ірина Якір вступила до Московського історико-архівного інституту, вийшла заміж за Юрія Кіма. Увійшла до дисидентського руху, за участь у якому зазнавала переслідувань, у 1969 році була виключена з комсомолу та відрахована з інституту з формулюванням «за невиконання навчального плану і за поведінку, недостойну радянської студентки» . Ірина Якір продовжувала правозахисну діяльність, займалася створенням і поширенням самвидаву, підтримувала колективні листи, брала участь у демонстраціях протесту .
В 1972 році був арештований батько — Петро Якір, Ірина стала одним з фігурантів «Справи № 24» . За оцінками правозахисників, «її свідчення на слідстві були бездоганними. Вона підтвердила, що займалася хронікою, але категорично відмовилася називати будь-які інші прізвища» .
У 1973 році у подружжя Якір та Кіма народилася донька .
У 1970-х роках Ірина Якір працювала в архівах, займалася історико-літературною діяльністю, брала участь у підготовці томів « Літературної спадщини» .
У 1996 році в Ірини Якір виявилося онкологічне захворювання, яке спричинило еміграцію до Ізраїлю восени 1998 року. Останні півроку життя пройшли у лікарні. Ірина Якір померла 1999 року в Єрусалимі на 51-му році життя. Похована на цвинтарі Гіват-Шауль .
До Ірини Якір звернений цикл віршів Юрія Кіма «Листи Ірині», збірка поета «Подорож до маяка» (2000) присвячений її пам'яті .

## Діяльність
Народившись 1948 року в сім'ї репресованих, Ірина Якір з юності брала участь у дисидентському правозахисному русі. Брала участь у першій публічній акції протесту з вимогою надання гласності майбутнього суду над Андрієм Синявським та Юлієм Данієлем — « мітингу гласності» на Пушкінській площі (5 грудня 1965), демонстрації активістів кримськотатарського руху на захист Петра Григоренка з вимогами повернути депортованих кримських татар на батьківщину на площі Маяковського (6 червня 1969)   .
З виникненням у 1968 році бюлетеня « Хроніка поточних подій» брала участь у його підготовці, у 1970—1972 роках була однією з ключових постатей, які працювали над виданням (підготовка випусків № 12—27). Допомагала політичним ув'язненим, брала участь у роботі Фонду допомоги переслідуваним та їхнім сім'ям    .
З 1969 року підтримувала політичні документи Ініціативної групи із захисту прав людини в СРСР, того ж року підписала заяву протесту в першу річницю вторгнення радянських військ до Чехословаччини.
Неодноразово піддавалася затриманням, допитам, обшукам, отримувала «попередження» за Указом Президії Верховної ради СРСР від 25 грудня 1972 року (1968, 1969, 1973).
Крім громадської діяльності займалася історико-літературною працею, архівною роботою. У 1970-х роках брала участь у підготовці томів «Літературної спадщини», присвячених творчості Олександра Блока та Андрія Бєлого .